# آناهیت ماگینتسیان
آناهید پوغوسی ماگینتسیان (ارمنی: Անահիտ Պողոսի Մակինցյան؛  زادهٔ ۱۳ سپتامبر ۱۹۲۵ - درگذشته ۱۲ مارس ۲۰۱۵)، نویسنده و مترجم اهل ارمنستان بود.

## زندگی‌نامه
وی در ۱۳ سپتامبر ۱۹۲۵ در میلان از والدینی به نام‌های پوغوس ماکینتسیان و یوگنیا سبار به دنیا آمد و از دانشکده‌های لغت‌شناسی ارمنی و روسی دانشگاه دولتی ایروان فارغ‌التحصیل شد. وی در ایروان، کراسنودار، مسکو سکونت داشت وی در خودوژسنفنایا لیتراتورا (۱۹۹۲–۱۹۶۷) فعالیت می‌کرد. وی ۱۲ مارس ۲۰۱۵ در در ۸۹ سن سالگی در مسکو درگذشت.